# 原胤親
原 胤親（はら たねちか、1539年（天文8年）- 1578年（天正6年）9月26日）は、戦国時代の武将。手賀原氏の祖であり、手賀城主。

## 生涯
胤親は、天文8年（1539年）に下総で生まれた。天文23年（1554年）に父である原胤貞が小弓原氏（原本家）を継ぎ、小弓城と臼井城の城主となった際に、胤親は16歳の若さにして下総国相馬郡手賀城主となり、その後千葉昌胤から千葉親胤までの三代にわたって下総千葉氏につかえた。ただし、黒田基樹は胤貞の祖父・胤隆以前に分かれた庶流の出身ではないかと推測する。
永禄9年（1566年）には上杉輝虎の臼井城攻撃に際して千葉氏・原氏側の先鋒を務めたという記録が残っており、その時には300余りの軍を率いたという。天正6年（1578年）に39歳で没すると嫡子久胤がその遺跡を継いだ。ただし、天正9年（1581年）と翌10年（1582年）に千葉邦胤の名代として古河公方足利義氏に年頭の挨拶を行った取次の「原筑前守」は胤親のことと考えられ、また、1588年（天正16年）9月26日と位牌銘の記録があったとする伝承もあることから、こちらを没年として採用すべきであるとする説もある。